# Year of the Gentleman
Year of the Gentleman är R&B-artisten Ne-Yo tredje album, utgivet den 16 september 2008. Albumet är utgivet på Def Jam Recordings.

## Låtlista
- "Closer" (producerad av Stargate)
- "Nobody"
- "Single"
- "Mad"
- "Miss Independent"
- "Why Does She Stay"
- "Fade Into The Background"
- "So You Can Cry"
- "Part Of The List"
- "Back To What You Know"
- "Lie to me"
- "Stop This World"